# Lucius Flavius Silva Nonius Bassus
Lucius Flavius Silva Nonius Bassus war ein römischer Senator und Feldherr des 1. Jahrhunderts n. Chr.
Eine Inschrift aus Urbs Salvia gibt Auskunft über seine Laufbahn (cursus honorum). Demnach war er Tresvir capitalis, Militärtribun der Legio IIII Scythica, Quästor, Volkstribun und Kommandeur (Legatus legionis) der Legio XXI Rapax. Von Vespasian und Titus wurde er während ihrer Zensur unter die Patrizier aufgenommen und erhielt den Rang eines ehemaligen Prätors verliehen.
Er war ab ca. 73 (die Datierung ist in der Forschung umstritten) bis etwa 80 legatus Augusti pro praetore (Statthalter) in Judäa. Nach der Schilderung des Flavius Josephus eroberte er die Festung Masada und beendete damit den jüdischen Aufstand. Sein Name wurde von Tibor Grüll in einer fragmentarischen Inschrift aus dem Gebiet des Jerusalemer Tempelberges rekonstruiert, die die Errichtung eines Ehrenbogens für einen römischen Kaiser dokumentiert. Hannah M. Cotton und Werner Eck konnten jedoch zeigen, dass die Ergänzung des Namens des Flavius Silva in dieser Inschrift ungerechtfertigt ist und der Bogen erst wesentlich später erbaut wurde.
Flavius Silva gehörte dem Kollegium der Pontifices an. Im Jahr 81 war er ordentlicher Konsul. Flavius Silva war Patron von Urbs Salvia in Picenum, vermutlich der Heimat seiner Familie, und bekleidete dort zweimal das Ehrenamt des praetor quinquennalis. In seinem Namen sowie dem seiner Mutter und seiner Frau, deren Namen nur fragmentarisch erhalten sind, ließ er dort ein Amphitheater errichten. Er dürfte mit dem ebenfalls aus Urbs Salvia stammenden Gaius Salvius Liberalis Nonius Bassus verwandt gewesen sein.
Flavius Silva ist auch Hauptperson zweier historischer Romane des Schriftstellers Ernest K. Gann und der danach gedrehten Miniserie Masada (gespielt von Peter O’Toole).